# Shahabad (Rampur)
Shahabad è una suddivisione dell'India, classificata come nagar panchayat, di 32.015 abitanti, situata nel distretto di Rampur, nello stato federato dell'Uttar Pradesh.